# Démographie de l'Afrique du Sud

Carte de la densité de population de l'Afrique du Sud.

L'Afrique du Sud compte environ 56 millions d'habitants en 2016. Majoritairement urbaine avec un taux de 64,8 % en 2015, la population est inégalement répartie : la plupart des habitants résident à l'est du pays. Le Gauteng est la région la plus peuplée suivie par le KwaZulu-Natal. L'aridité explique en partie les faibles densités du Nord-Ouest.

## Structure par âge
En 2015, 29,2 % de la population avait moins de 15 ans, 63 % avait entre 15 et 64 ans et 7,7 % avait 65 ans ou plus.
| Année | Population | - de 15 ans | 15 à 64 ans | 65 ans et + |
| ----- | ---------- | ----------- | ----------- | ----------- |
| 1950  | 13 683 000 | 38,6        | 57,8        | 3,6         |
| 1955  | 15 385 000 | 39,9        | 56,4        | 3,8         |
| 1960  | 17 396 000 | 40,9        | 55,2        | 3,9         |
| 1965  | 19 814 000 | 41,9        | 54,2        | 3,9         |
| 1970  | 22 502 000 | 42,1        | 54,5        | 3,4         |
| 1975  | 25 699 000 | 41,9        | 54,9        | 3,2         |
| 1980  | 29 077 000 | 41,5        | 55,3        | 3,1         |
| 1985  | 32 983 000 | 40,5        | 56,4        | 3,1         |
| 1990  | 36 794 000 | 38,9        | 57,9        | 3,2         |
| 1995  | 41 402 000 | 36,0        | 60,6        | 3,4         |
| 2000  | 44 760 000 | 33,7        | 62,6        | 3,7         |
| 2005  | 47 793 000 | 31,7        | 64,2        | 4,1         |
| 2010  | 50 133 000 | 30,1        | 65,2        | 4,6         |
| 2015  | 54 490 000 | 29.2        | 63.0        | 7.7         |

## Indicateurs démographiques
| Année | Naissances | Décès   | Accroissement naturel | Natalité | Mortalité | Accroissement naturel | Fertilité | Population estimée |
| ----- | ---------- | ------- | --------------------- | -------- | --------- | --------------------- | --------- | ------------------ |
| 2002  | 1 118 916  | 608 480 | 510 436               | 24,5     | 13,3      | 11,2                  | 2,79      |                    |
| 2003  | 1 127 380  | 643 285 | 484 095               | 24,4     | 13,9      | 10,5                  | 2,77      |                    |
| 2004  | 1 134 751  | 671 101 | 463 650               | 24,3     | 14,4      | 9,9                   | 2,75      |                    |
| 2005  | 1 141 351  | 682 059 | 459 292               | 24,1     | 14,4      | 9,7                   | 2,73      |                    |
| 2006  | 1 150 015  | 625 210 | 524 805               | 24,0     | 13,0      | 11,0                  | 2,71      |                    |
| 2007  | 1 162 056  | 564 663 | 597 393               | 23,9     | 11,6      | 12,3                  | 2,70      |                    |
| 2008  | 1 175 212  | 542 038 | 633 174               | 23,8     | 11,0      | 12,8                  | 2,68      |                    |
| 2009  | 1 188 662  | 528 342 | 660 320               | 23,7     | 10,5      | 13,2                  | 2,66      |                    |
| 2010  | 1 201 175  | 535 396 | 665 779               | 23,6     | 10,5      | 13,1                  | 2,64      |                    |
| 2011  | 1 211 011  | 556 087 | 654 924               | 23,4     | 10,7      | 12,7                  | 2,61      |                    |
| 2012  | 1 222 324  | 555 921 | 666 403               | 23,2     | 10,6      | 12,6                  | 2,60      |                    |
| 2013  | 1 232 668  | 539 880 | 692 788               | 23,1     | 10,1      | 13,0                  | 2,58      | 52 982 000         |
| 2014  | 1 242 070  | 516 929 | 725 141               | 22,9     | 9,5       | 13,4                  | 2,57      |                    |
| 2015  | 1 250 782  | 531 965 | 718 817               | 22,7     | 9,6       | 13,1                  | 2,55      | 54 956 900         |

| Période   | Naissances annuelles | Décès annuels | Solde naturel annuel | Taux de natalité (‰) | Taux de mortalité (‰) | Solde naturel (‰) | Indice de fécondité | Taux de mortalité infantile |
| --------- | -------------------- | ------------- | -------------------- | -------------------- | --------------------- | ----------------- | ------------------- | --------------------------- |
| 1950-1955 | 629 000              | 295 000       | 334 000              | 43,3                 | 20,3                  | 23,0              | 6,50                | 96                          |
| 1955-1960 | 697 000              | 297 000       | 400 000              | 42,5                 | 18,1                  | 24,4              | 6,50                | 91                          |
| 1960-1965 | 774 000              | 310 000       | 464 000              | 41,6                 | 16,7                  | 25,0              | 6,30                | 87                          |
| 1965-1970 | 808 000              | 312 000       | 496 000              | 38,2                 | 14,7                  | 23,5              | 5,70                | 84                          |
| 1970-1975 | 909 000              | 317 000       | 592 000              | 37,7                 | 13,1                  | 24,6              | 5,47                | 77                          |
| 1975-1980 | 980 000              | 319 000       | 661 000              | 35,8                 | 11,7                  | 24,1              | 5,00                | 71                          |
| 1980-1985 | 1 052 000            | 307 000       | 745 000              | 33,9                 | 9,9                   | 24,0              | 4,56                | 61                          |
| 1985-1990 | 1 086 000            | 299 000       | 787 000              | 31,1                 | 8,6                   | 22,5              | 4,00                | 53                          |
| 1990-1995 | 1 073 000            | 332 000       | 742 000              | 27,5                 | 8,5                   | 19,0              | 3,34                | 51                          |
| 1995-2000 | 1 082 000            | 450 000       | 632 000              | 25,1                 | 10,4                  | 14,7              | 2,95                | 56                          |
| 2000-2005 | 1 111 000            | 645 000       | 466 000              | 24,0                 | 13,9                  | 10,1              | 2,80                | 59                          |
| 2005-2010 | 1 074 000            | 746 000       | 328 000              | 21,9                 | 15,2                  | 6,7               | 2,55                | 55                          |

## Immigration

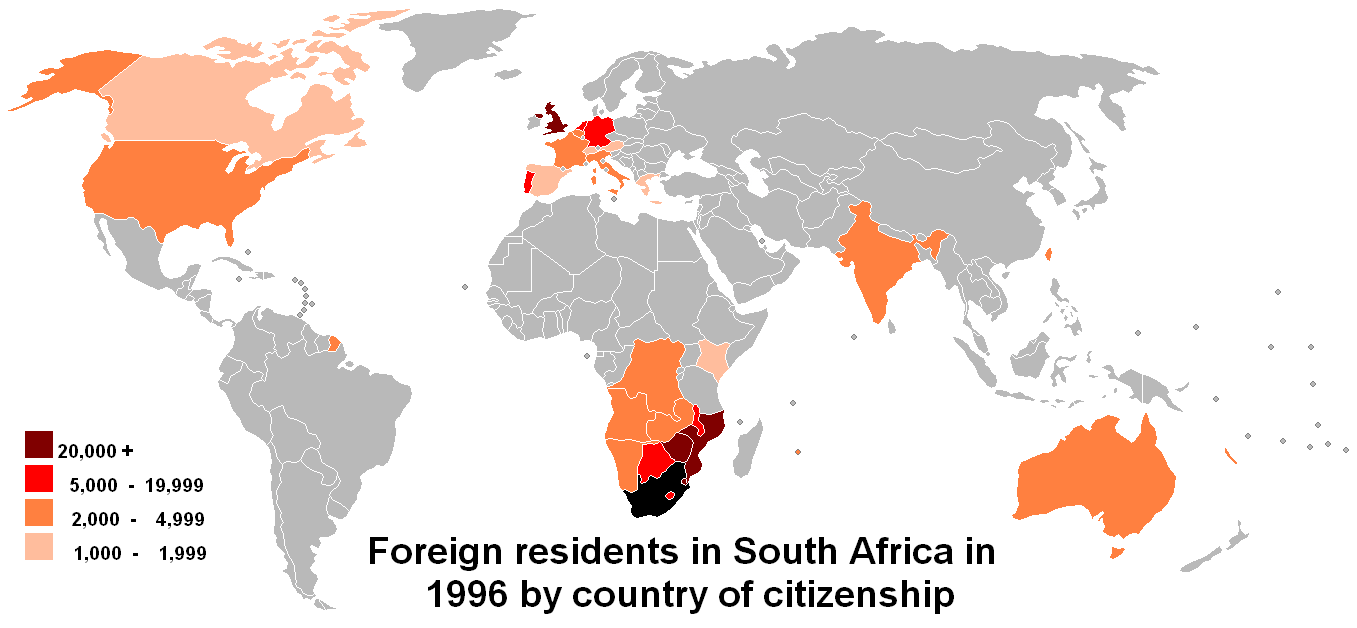
Carte de la provenance des immigrés d'Afrique du Sud en 1996

Après la fin de l'apartheid, l'Afrique du Sud a commencé à accueillir des réfugiés venant d'autres pays africains, souvent clandestins. Le gouvernement a mis en place une politique stricte vis-à-vis de l'immigration illégale : un million de personnes ont été reconduites à la frontière dans les années 1990.
Malgré cela, l'Afrique du Sud accueille entre deux et cinq millions de migrants illégaux,,, dont trois millions seraient originaires du Zimbabwe.
L'Afrique du Sud accueille également 144 700 réfugiés en droit d'asile en 2007, dont 48 400 du Zimbabwe, 24 800 de la République Démocratique du Congo et 12 900 de Somalie.
| Pays de naissance                | 2015      | 2019      |
| -------------------------------- | --------- | --------- |
| Population immigrée totale       | 3 142 511 | 4 224 256 |
| Mozambique                       | 449 710   | 716 057   |
| Zimbabwe                         | 475 406   | 376 668   |
| Lesotho                          | 350 611   | 331 312   |
| Namibie                          | 133 282   | 184 496   |
| Royaume-Uni                      | 318 536   | 131 310   |
| Malawi                           | 76 605    | 108 474   |
| Allemagne                        | 40 902    | 99 284    |
| Zambie                           | 60 469    | 97 672    |
| Eswatini                         | 91 232    | 92 608    |
| Botswana                         | 45 014    | 73 310    |
| Angola                           | 30 268    | 69 659    |
| République démocratique du Congo | 70 077    | 53 363    |
| Portugal                         | 48 738    | 47 622    |
| Inde                             | 43 250    | 42 302    |
| Chine                            | 25 180    | 41 004    |
| Italie                           | 25 070    | 40 824    |
| Pays-Bas                         | 21 600    | 35 207    |
| République du Congo              | 21 955    | 34 445    |
| Somalie                          | 69 688    | 32 696    |
| Nigeria                          | 17 753    | 28 965    |
| Kenya                            | 17 686    | 28 769    |
| Irlande                          | 13 009    | 21 187    |
| États-Unis                       | 18 114    | 17 763    |
| Pakistan                         | 10 724    | 17 506    |
| Pologne                          | 10 061    | 17 250    |
| Tanzanie                         | 10 181    | 16 769    |
| Grèce                            |           | 15 804    |
| Maurice                          |           | 14 883    |
| Belgique                         |           | 13 915    |
| France                           |           | 13 255    |
| Australie                        |           | 12 611    |
| Ghana                            |           | 11 669    |
| Burundi                          |           | 11 468    |

## Natalité
| Année | Taux de fécondité (enfants par femme) | Taux de natalité (pour 1000 habitants) |
| ----- | ------------------------------------- | -------------------------------------- |
| 2003  | 2,68                                  | 24,2                                   |
| 2004  | 2,61                                  | 23,6                                   |
| 2005  | 2,56                                  | 23,1                                   |
| 2006  | 2,53                                  | 22,8                                   |
| 2007  | 2,53                                  | 22,6                                   |
| 2008  | 2,52                                  | 22,5                                   |
| 2009  | 2,51                                  | 22,3                                   |
| 2010  | 2,50                                  | 22,2                                   |
| 2011  | 2,44                                  | 21,6                                   |
| 2012  | 2,39                                  | 21,0                                   |
| 2013  | 2,34                                  | 20,5                                   |

## Santé
Le pays est confronté à l'augmentation de la séropositivité  au VIH : à partir des tests anténataux, il a été déduit que 19 % des 15-49 ans sont séropositifs. La prévalence globale de cette séropositivité est estimée à 11 %. Cependant les estimations de population pour 2007 se fondant sur cette prévalence (44 millions) ne concordent pas avec les tout derniers recensements organisés par les services gouvernementaux sud-africains (50 millions).

## Langues

Carte des principales langues d'Afrique du Sud.
Afrikaans
Anglais
Ndébélé du Transvaal
Xhosa
Zoulou
Sotho du Nord
Sotho du Sud
Tswana
Swazi
Venda
Tsonga
Partagé

Il y a onze langues officielles en Afrique du Sud : l'afrikaans, l'anglais, le ndébélé du Transvaal, le sotho du Nord, le sotho du Sud, le swazi, le tswana, le tsonga, le venda, le xhosa et le zoulou. En 2001, les 3 principales langues parlées étaient le zoulou avec 23,8 % de locuteurs, le xhosa avec 17,6 % de locuteurs et l'afrikaans avec 13,3 % de locuteurs. L'anglais n'est parlé que par 8,2 % de locuteurs à son domicile, soit moins qu'en 1996 où ce taux était de 8,6 %.  la langue des signes sud-africaine a été reconnue comme la douzième langue officielle de l'Afrique du Sud par l'Assemblée nationale le 3 mai 2023. 
Parmi les langues non officielles notables, il y a : le fanagalo, le khoï, le lobedu, le nama, le phuthi et le san. Le reste des langues parlées de manière minoritaire sont des langues étrangères souvent pratiqué par des migrants ou des descendants de migrants, comme le portugais, l'allemand, le grec, le tamoul, l'hindi, le gujarati, l'ourdou, le télougou et le français.

## Composition ethnique

Répartition ethnique en Afrique du Sud (2011).
Noirs (bantous)
Blancs
Métis
Indiens ou Asiatiques
Pas de dominant

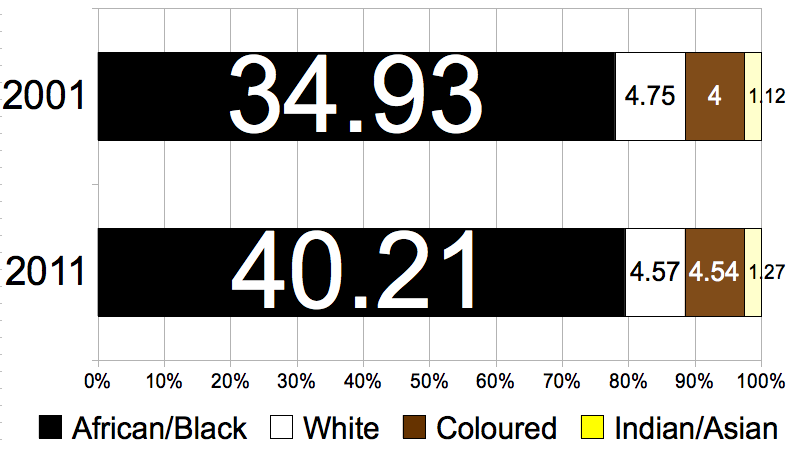
Groupes ethniques en Afrique du Sud en 2001 et 2011.

L'agence Statistique Afrique du Sud publie des recensements à 5 classes ethniques basées essentiellement sur les couleurs de peaux, et une classes autres/non spécifiques En 2010, il est ainsi estimé que 79,4 % de la population se considère comme noire, 9,2 % se considère comme blanche, 8,8 % se considère comme métisse ou coloureds et 2,6 % de la population se considère comme indienne ou asiatique,. Les Sud-Africains indiens se concentrent essentiellement dans le KwaZulu-Natal.

### Recensement
| Colonie    | Colonie du Cap | Natal     | Transvaal | État libre d'Orange | Total     | %       |
| Noir       | 1 424 787      | 904 041   | 937 127   | 225101              | 3 491056  | 67,5 %  |
| Blanc      | 579 741        | 97 109    | 297 277   | 142 679             | 1 116 805 | 21,6 %  |
| Métis      | 395 034        | 6 686     | 24 226    | 19 282              | 445 228   | 8,6 %   |
| Asiatique  | 10 242         | 100 918   | 11 321    | 253                 | 122 734   | 2,4 %   |
| Total      | 2 409 804      | 1 108 754 | 1 269 951 | 387 315             | 5 175 463 | 100,0 % |
| Total en % | 46,6 %         | 21,4 %    | 24,5 %    | 7,5 %               | 100 %     |         |

| Province   | Province du Cap | Natal     | Transvaal | État libre d'Orange | Total      | M       |
| Bantou     | 3 011000        | 2 200 000 | 4 633 000 | 1 084 000           | 10 928 000 | 68,3 %  |
| Blanc      | 1 001 000       | 337 000   | 1 466 000 | 276 000             | 3 080 000  | 19,3 %  |
| Métis      | 1 330 000       | 45 000    | 108 000   | 26 000              | 1 509 000  | 9,4 %   |
| Asiatique  | 18 000          | 395 000   | 65 000    | 7                   | 477 000    | 3,0 %   |
| Total      | 5 360 000       | 2 977 000 | 6 271 000 | 1 386 000           | 15 994 000 | 100,0 % |
| Total en % | 33,5 %          | 18,6 %    | 39,2 %    | 8,7 %               | 100 %      |         |

### Population noire

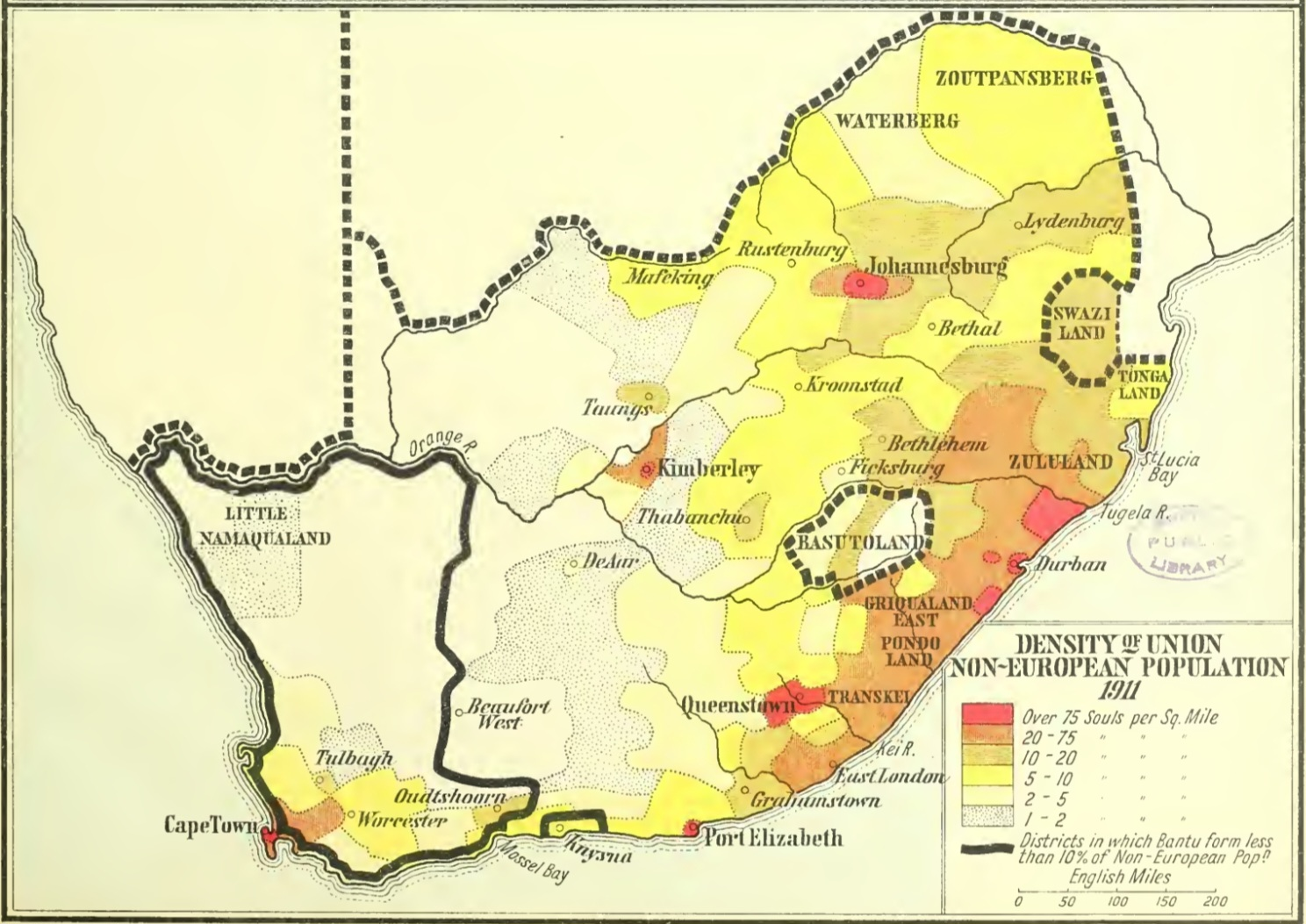
Densité des populations de couleurs en 1911

En 2004, il y avait 35 416 164 personnes noires en Afrique du Sud et 8 625 050 ménages noirs, soit 79 % de la population totale du pays. Les ménages noirs comprenaient en moyenne 4,11 membres, avec 19,9 % de ménages individuels.
34 % de la population noire avait moins de 15 ans, 21,6 % avait entre 15 et 24 ans, 28,3 % avait entre 25 et 44 ans, 11,8 % avait entre 45 et 64 ans et 4,3 % avait plus de 65 ans. La moyen de la communauté noire était de 21 ans. A 20 ans, 22,3 % de la communauté n'avait pas reçu d'éducation, 18,5 % avait reçu un enseignement primaire sans le complété, 6,9 % l'avait simplement complété, 30,4 % avait reçu un enseignement secondaire, 16,8 % avait fini leur enseignement secondaire, 5,2 % avait reçu un enseignement supérieur, et 22 % avait complété cet enseignement supérieur.
La population noire se répartit en différentes ethnies dont les plus importantes sont les Zoulous et les Xhosas. Concentrée à l'est du pays, elle est cependant minoritaire dans les deux provinces du Cap-Occidental et du Cap-Nord.
Parmi les résidents noirs, la principale langue parlée au domicile est le zoulou avec 30,1 % de locuteurs, suivie du xhosa avec 22,3 % de locuteurs, puis le sotho du Nord avec 11,9 % de locuteurs, le tswana avec 10,3 % de locuteurs, le sotho du Sud avec 10,0 % de locuteurs, le swati avec 3,4 %, le tsonga avec 5,6 %, le venda avec 2,9 %, le ndébélé du Transvaal avec 2,0 %, l'afrikaans avec 0,7 % et l'anglais avec 0,5 %.

### Population blanche

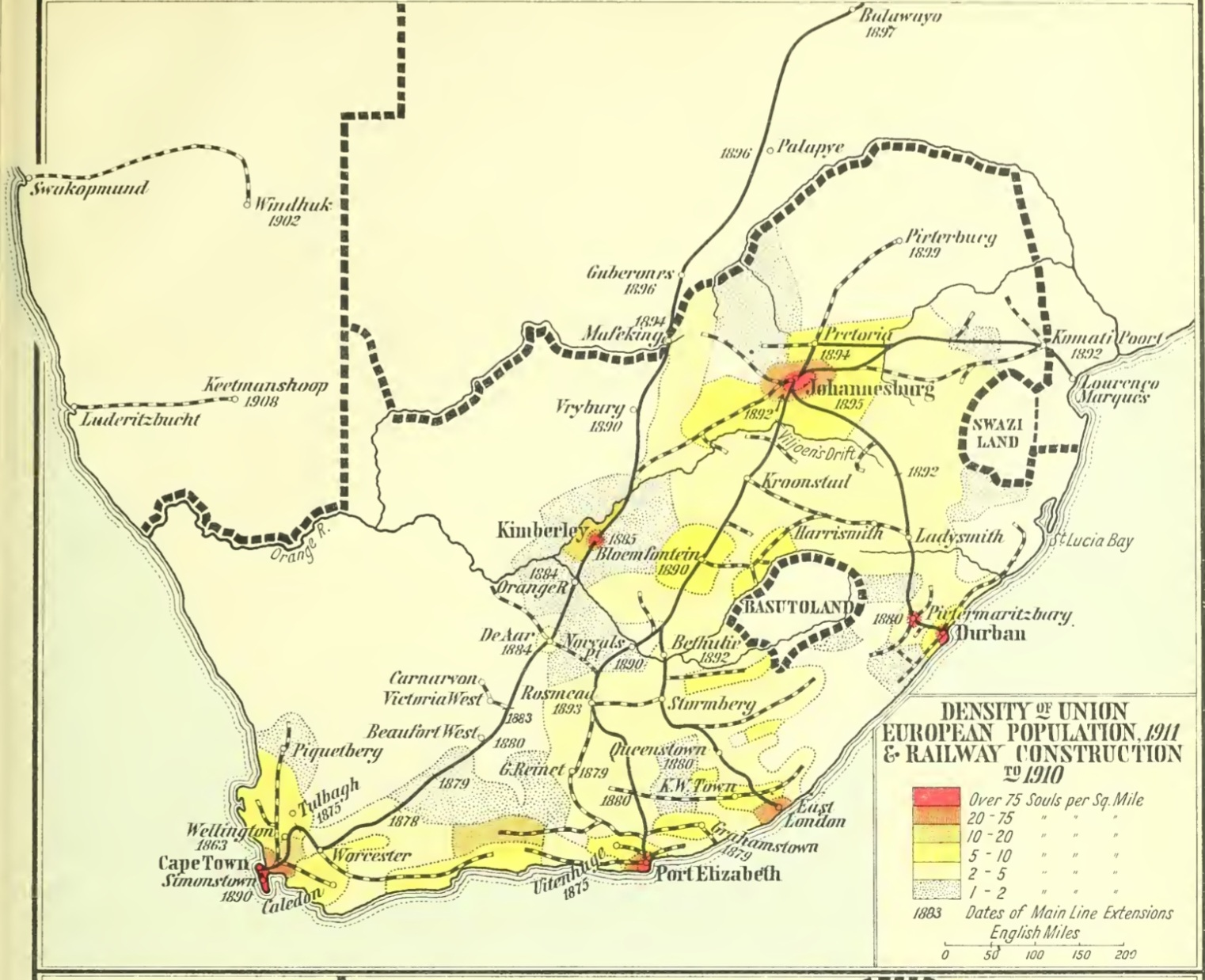
Densité de la population blanche en 1911

D'après le recensement de 2001, il y a 4 293 638 personnes blanches en Afrique du Sud et 1 409 690 ménages blancs. Les blancs représentaient 9,6 % de la population. Les ménages blancs avaient en moyenne 3,05 membres, avec 19,1 % de ménages individuels.
19 % de la population blanche avait moins de 15 ans, 15,1 % avait entre 15 et 24 ans, 31,0 % avait entre 25 et 44 ans, 23,8 % avait entre 45 et 64 ans et 11,1 % avait plus de 65 ans. L'âge moyen de la communauté blanche était de 35 ans. À 20 ans, 1,4 % de la communauté n'avait pas reçu d'éducation, 1,2 % avait reçu un enseignement primaire sans le complété, 0,8 % l'avait simplement complété, 25,9 % avait reçu un enseignement secondaire, 40,9 % avait fini leur enseignement secondaire, 29,8 % avait reçu un enseignement supérieur, et 70,7 % avait complété cet enseignement supérieur.
Parmi la population blanche du pays, la plus ancienne, les Afrikaners (ou Boers), les descendants des colons néerlandais, représentent une proportion de 60 % des Blancs, les autres étant surtout d'origine britannique, mais aussi portugaise et allemande. Il y a également une partie non négligeable de descendants de huguenots français (voir aussi l'article huguenots d'Afrique du Sud) qui s'installèrent en Afrique du Sud durant les guerres de religion en France (ces derniers font cependant partie de la communauté Afrikaner, on estime d'ailleurs que 25 % des noms de familles afrikaners sont d'origine française).
Parmi les blancs, la principale langue parlée au domicile est l'afrikaans avec 59,1 % de locuteurs, suivie de l'anglais avec 39,3 %.

#### Migration de la population blanche
En octobre 2006, selon un rapport de la SAIRR (institut sud-africain des relations raciales), environ 900 000 blancs, soit 1/5 de la population blanche, ont quitté le pays depuis 1994. Ces départs massifs, surtout de jeunes Sud-Africains diplômés, ont été dénoncés par l'opposition qui a attaqué l'ANC sur ces trop nombreux départs. Basé sur une analyse des Enquêtes statistiques des ménages d’Afrique du Sud, l'auteur du rapport, Frans Cronjé, nota que les raisons principales de cette forte émigration blanche résultait du taux élevé de criminalité et de la politique de discrimination positive (affirmative action). Les chiffres pour 2005 placent le nombre de Sud-Africains blancs dans le pays à 4,3 millions, soit 841 000 de moins que les 5,2 millions de 1995. Le déclin de la population blanche dans la décennie 1995-2005 est ainsi estimé à 16,1 %.
La plupart des émigrants blancs étant des gens économiquement productifs, Cronjé a prédit que cette émigration allait avoir un impact majeur sur l’économie. « La population blanche vieillit, ce qui signifie que les contribuables blancs vont contribuer à l’économie seulement pour les vingt prochaines années. Il faudrait un énorme afflux de travailleurs qualifiés pour combler le vide. Cela n’est malheureusement pas le cas. » D'après le rapport, la majorité de ces émigrants sont âgés entre 20 et 40 ans.
Cependant, on constate depuis un nouveau phénomène, la « révolution du retour au foyer ». Ainsi, alors que les coupures de courant, le taux de criminalité élevé et les incertitudes politiques décourageaient les Sud-Africains blancs, qui émigraient précipitamment, les exilés, dans leurs nouveaux pays, ont connu pour certains des difficultés financières lors de la crise mondiale qui les ont poussés à revenir, malgré la peur de la criminalité et de la discrimination positive, en Afrique du Sud. Bien qu'il n'y ait pas de statistiques officielles, Charles Luyckx, le directeur exécutif d’Elliott International qui détient près de 30 % des parts de marché du déménagement affirme alors que l’on comptait quatre départs pour un retour en 2008, le ratio se rapproche en 2009 d’un pour un.
En 2005, on estime que 212 000 citoyens britanniques résidaient en Afrique du Sud, ce nombre serait monté à 500 000 en 2011.

## Religion
En Afrique du Sud, d'après le recensement de 2001, 79,7 % de la population est chrétienne. La plupart des chrétiens sont des protestants. Seulement 7,1 % de la population est catholique. Parmi les églises protestantes, on peut noter la Zion Christian Church avec 11,1 % de la population fidèle, les églises pentecôtistes avec 8,2 %, l'église méthodiste avec 6,8 % de la population, l'Église réformée hollandaise avec 6,7 % de la population, l'église anglicane avec 3,8 % de la population.
Il y a un certain nombre d'églises chrétiennes sud-africaines et presque 85 % des personnes sont membres d'une église. Le pays compte aussi environ 1,5 % de musulmans, souvent des Indiens ou des personnes originaires d'Indonésie, 1,3 % d'hindous et 0,2 % de juifs soit 140 000 personnes. Notons également l'existence de petites communautés bouddhistes, des zoroastriens et des baha'is, et de diverses sectes. 15,1 % de la population ne se reconnaissent dans aucune religion, 2,3 % dans d'autres courants religieux et 1,4 % n'a pas donné de réponse lors du recensement,.

## Galerie

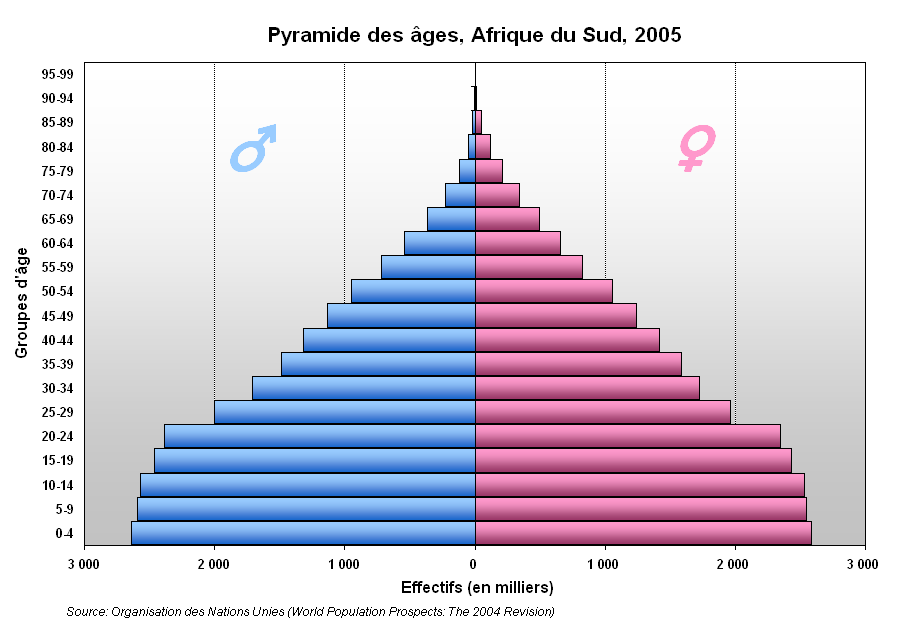
Pyramide des âges en 2005
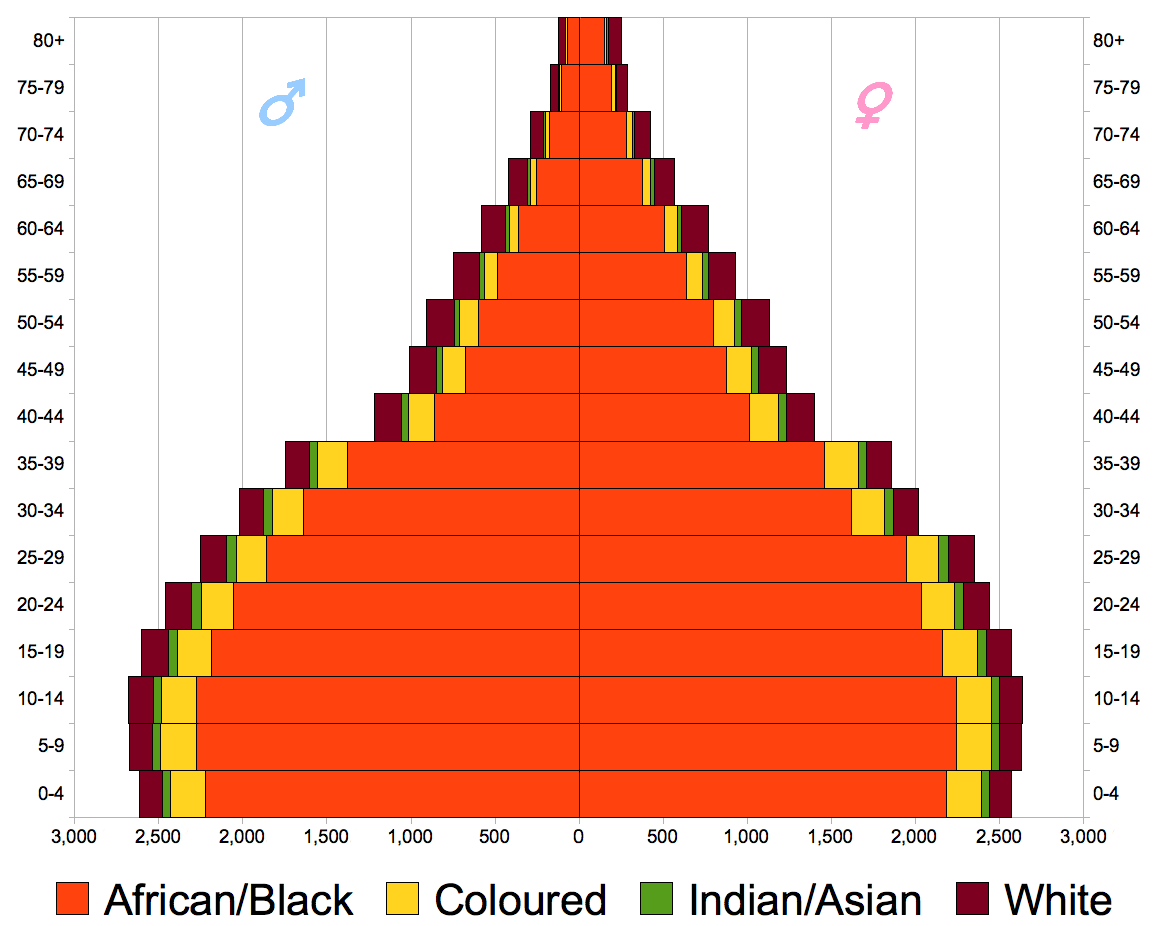
Pyramide des âges par groupe ethnique en 2011
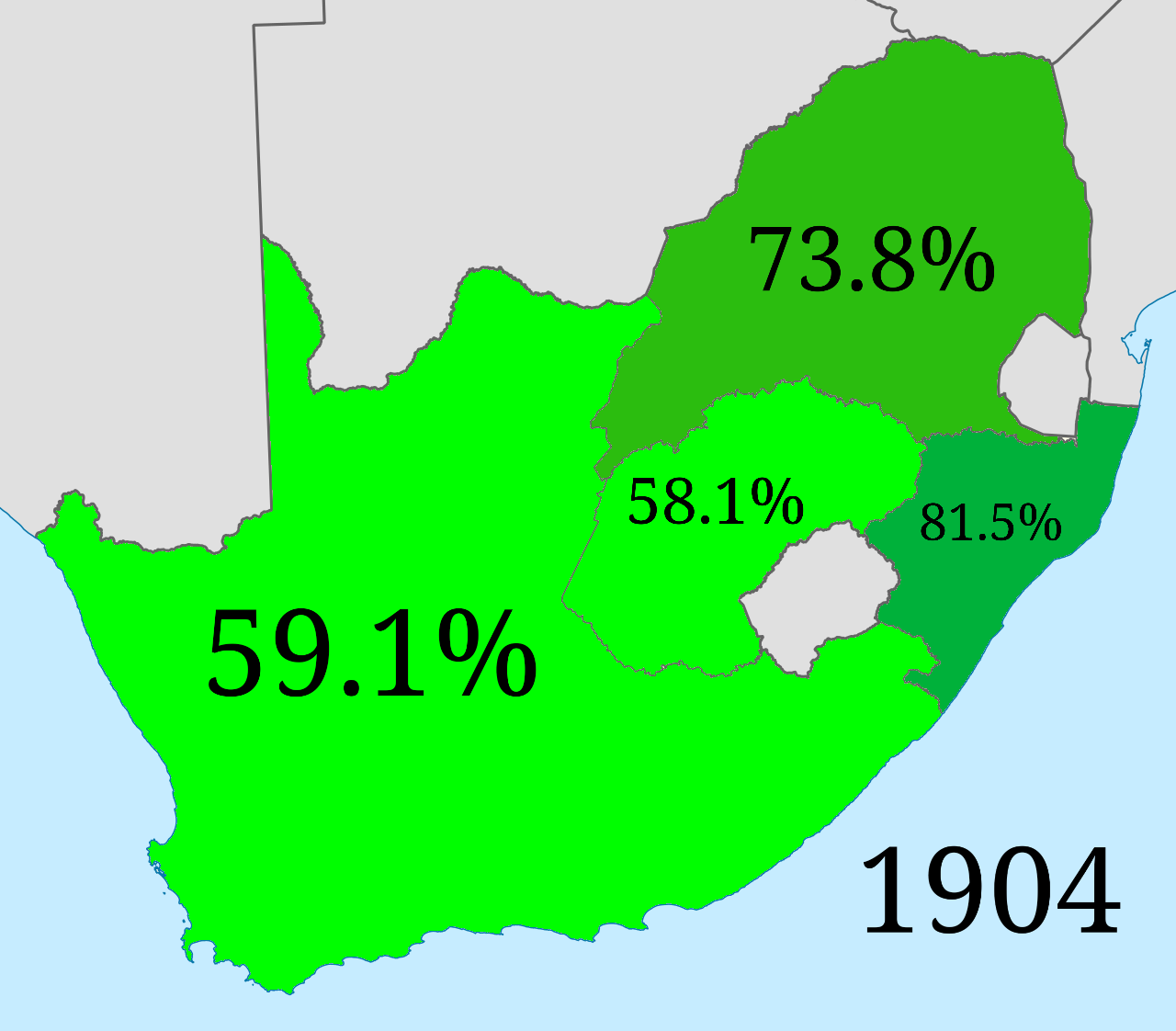
Répartition en % de la population noire en 1904 par province
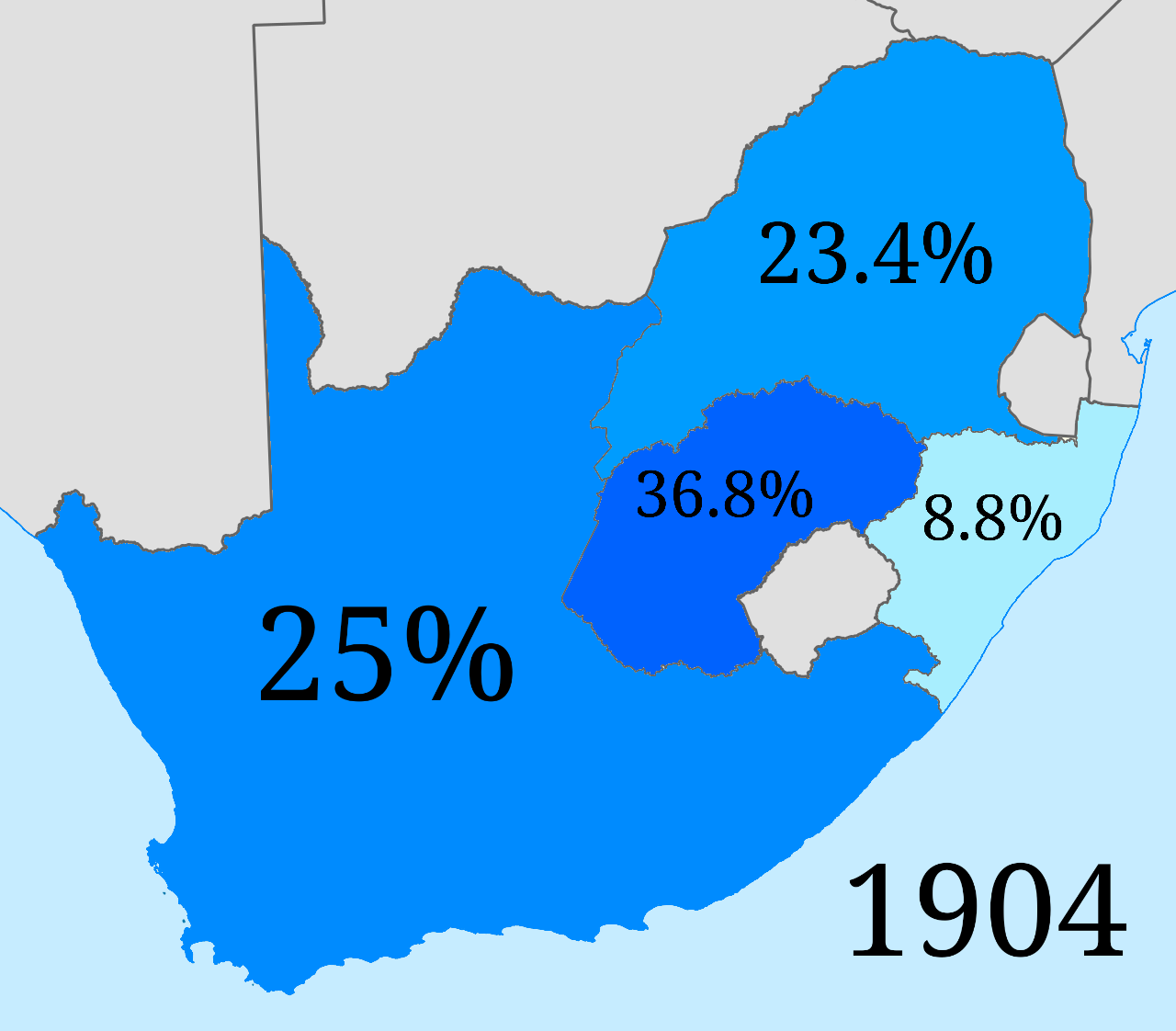
Répartition en % de la population blanche en 1904 par province
Distribution de la population noire
Distribution de la population blanche
Distribution de la population métisse